# Bec de coral ratllat
El bec de coral ratllat (Ortygospiza atricollis) és un ocell de la família dels estríldids (Estrildidae) i única espècie de gènere Ortygospiza Sundevall, 1850.

## Hàbitat i distribució
Habita les praderies de l'Àfrica subsahariana.